# PopMatters
PopMatters è una rivista on-line fondata nel 1999 da Sarah Zupko. Il magazine tratta di cultura popolare e analizza tramite articoli, interviste e recensioni, prodotti e fatti legati a molti settori come musica, televisione, cinema, letteratura, fumetti, videogiochi, sport, teatro, arte, viaggi e internet.